# Monroeville (Alabama)
Monroeville is een plaats (city) in de Amerikaanse staat Alabama, en valt bestuurlijk gezien onder Monroe County.

## Demografie
Bij de volkstelling in 2000 werd het aantal inwoners vastgesteld op 6862.
In 2006 is het aantal inwoners door het United States Census Bureau geschat op 6577, een daling van 285 (-4,2%).

## Geografie
Volgens het United States Census Bureau beslaat de plaats een oppervlakte van
33,8 km², geheel bestaande uit land. Monroeville ligt op ongeveer 66 m boven zeeniveau.

## Plaatsen in de nabije omgeving
De onderstaande figuur toont de plaatsen in een straal van 40 km rond Monroeville.

## Geboren in Monroeville
- Harper Lee (28 april 1926), schrijfster van het aldaar spelende  To Kill a Mockingbird.